# Denise Kölliker
Denise Kölliker (* 4. November 1970 in Wolfwil) ist eine ehemalige Schweizer Volleyball- und Beachvolleyballspielerin.

## Karriere

### Halle
Kölliker begann ihre Karriere in der Halle 1984 bei den Juniorinnen in Rothrist. Drei Jahre später spielte sie bei Oftringen erstmals in der ersten Liga. Nach vier Jahren in der Nationalliga B bei Moudon verpflichtete sie 1994 der A-Ligist Montana Luzern. Nach einer Saison wechselte sie zum Team der Universität Basel.

### Beach
1996 spielte Kölliker ihre ersten Beachturniere mit Marianne Bolinger. Das Duo wurde Neunter beim Weltserien-Turnier in Osaka. Ab dem Turnier in Salvador da Bahia trat Kölliker mit Katia Neeser an, und 1997 absolvierte sie ihre ersten Open-Turniere. An der Seite von Annalea Hartmann gewann sie 1998 die Schweizer Meisterschaft. 1999 trat sie mit Karine Scheuerpflug-Aeby bei der Weltmeisterschaft in Marseille an, kam aber nicht über den letzten Platz hinaus. Im gleichen Jahr wurde sie mit Yvonne Schnegg Dritte der Schweizer Meisterschaft.
2000 bildete sie ein neues Duo mit Karin Trüssel. Bei der Europameisterschaft in Getxo schieden die Schweizerinnen mit zwei Niederlagen gegen griechische Duos früh aus. Ein Jahr später unterlagen sie erst in der vierten Runde nach drei Sätzen ihren Landsleuten Nicole Schnyder-Benoit und Simone Kuhn, bevor sie gegen die Niederländerinnen Kadijk/Leenstra ausschieden. Zuvor waren sie in den Gruppenspielen der WM in Klagenfurt an dem US-Duo Walsh/May-Treanor und den bulgarischen Jantschulowa-Schwestern gescheitert. National wurden sie Dritte. 2004 spielte Kölliker mit Amélia Moreira.